# Місячне затемнення 14 березня 2025 року
Повне місячне затемнення відбулося у п'ятницю, 14 березня 2025 року, коли Місяць перебував у низхідному вузлі своєї орбіти. Місячне затемнення виникає, коли Місяць входить у тінь від Землі. Повне затемнення відбувається, коли увесь видимий бік Місяця повністю опиняється в тіні.
На відміну від повного сонячного затемнення, яке можна спостерігати лише з відносно невеликої території, місячне затемнення видно з будь-якої частини Землі, де в цей час темна частина доби. Оскільки тінь Місяця значно менша ніж тінь Землі, повне місячне затемнення триває значно довше (до двох годин), ніж повне сонячне затемнення (максимум кілька хвилин, якщо спостерігати з певного конкретного місця).
Затемнення відбулося приблизно за 3,3 дня до апогею (17 березня 2025 року о 12:35 UTC), тому видимий діаметр Місяця був дещо менший.

## Видимість
Затемнення було повністю видиме над Північною та Південною Америкою, його початок можна було спостерігати  над Австралією та північно-східною Азією, а закінчення над Африкою та Європою.

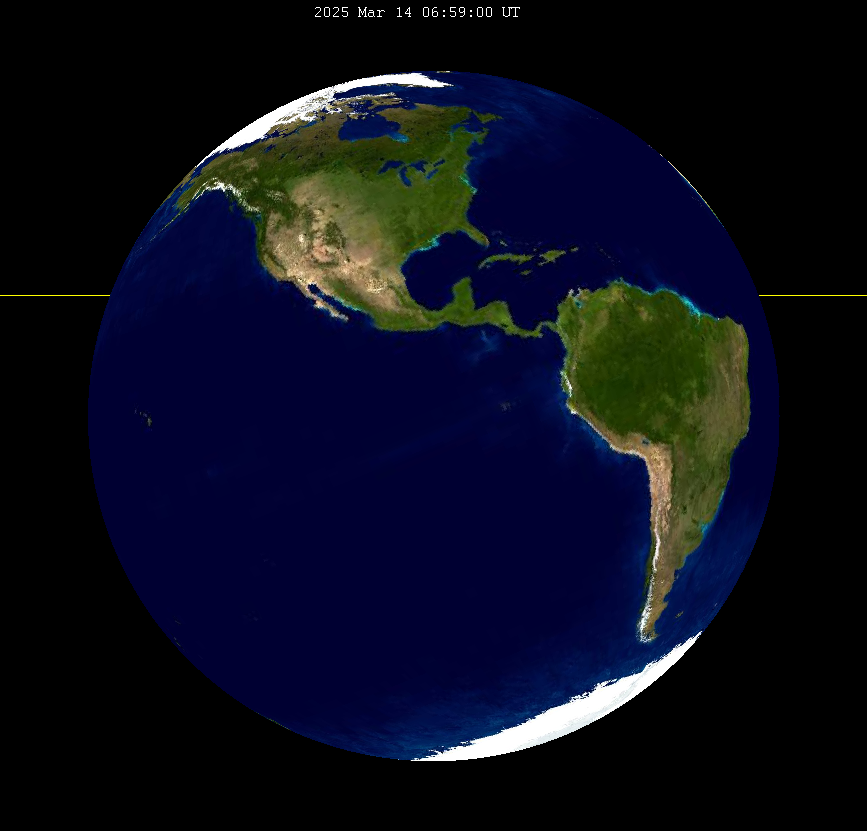
Симульований вид на Землю з Місяця
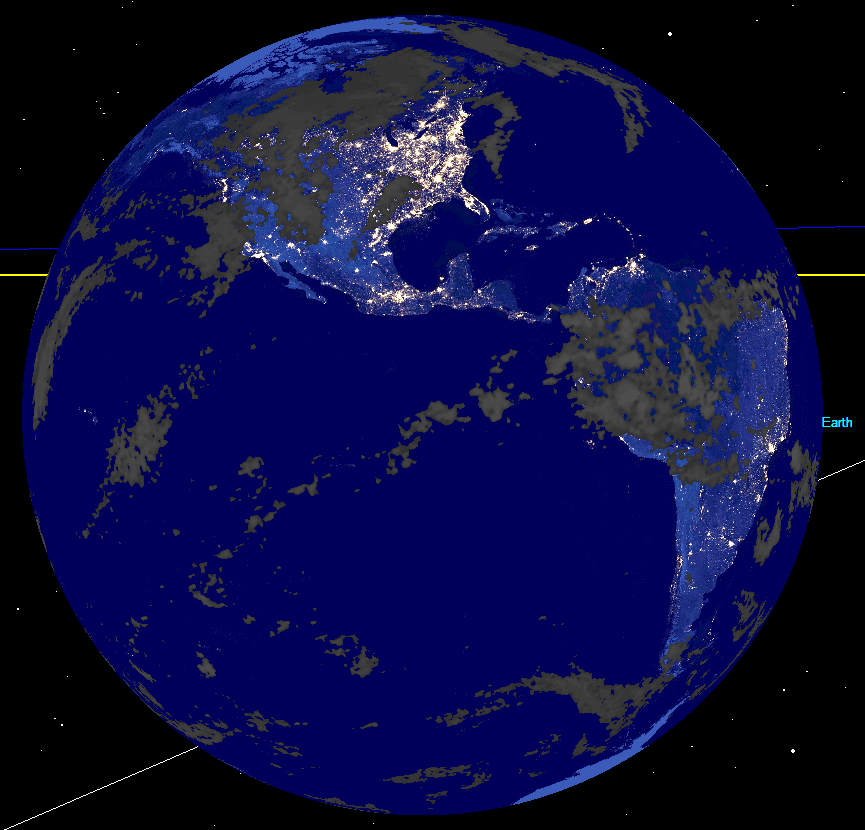
Симульований вид на Землю з хмарами
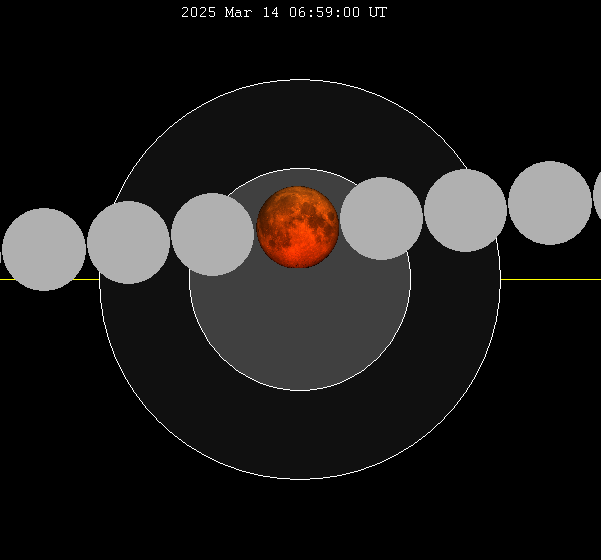
Графік руху Місяця через тінь від Землі під час повного місячного затемнення

## Галерея

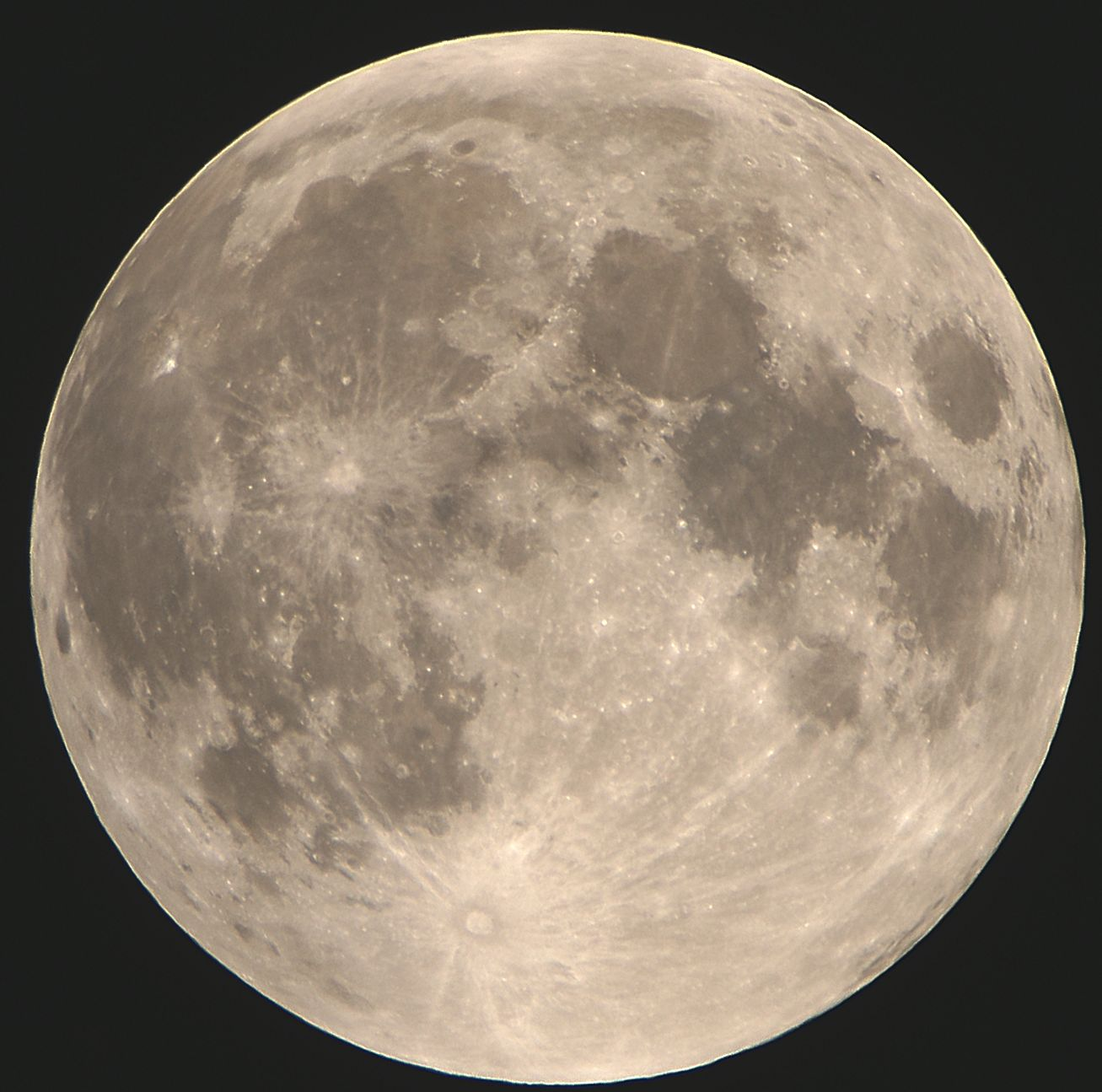
Перед затемненням, Міннеаполіс, Міннесота, США, 4:22 UTC
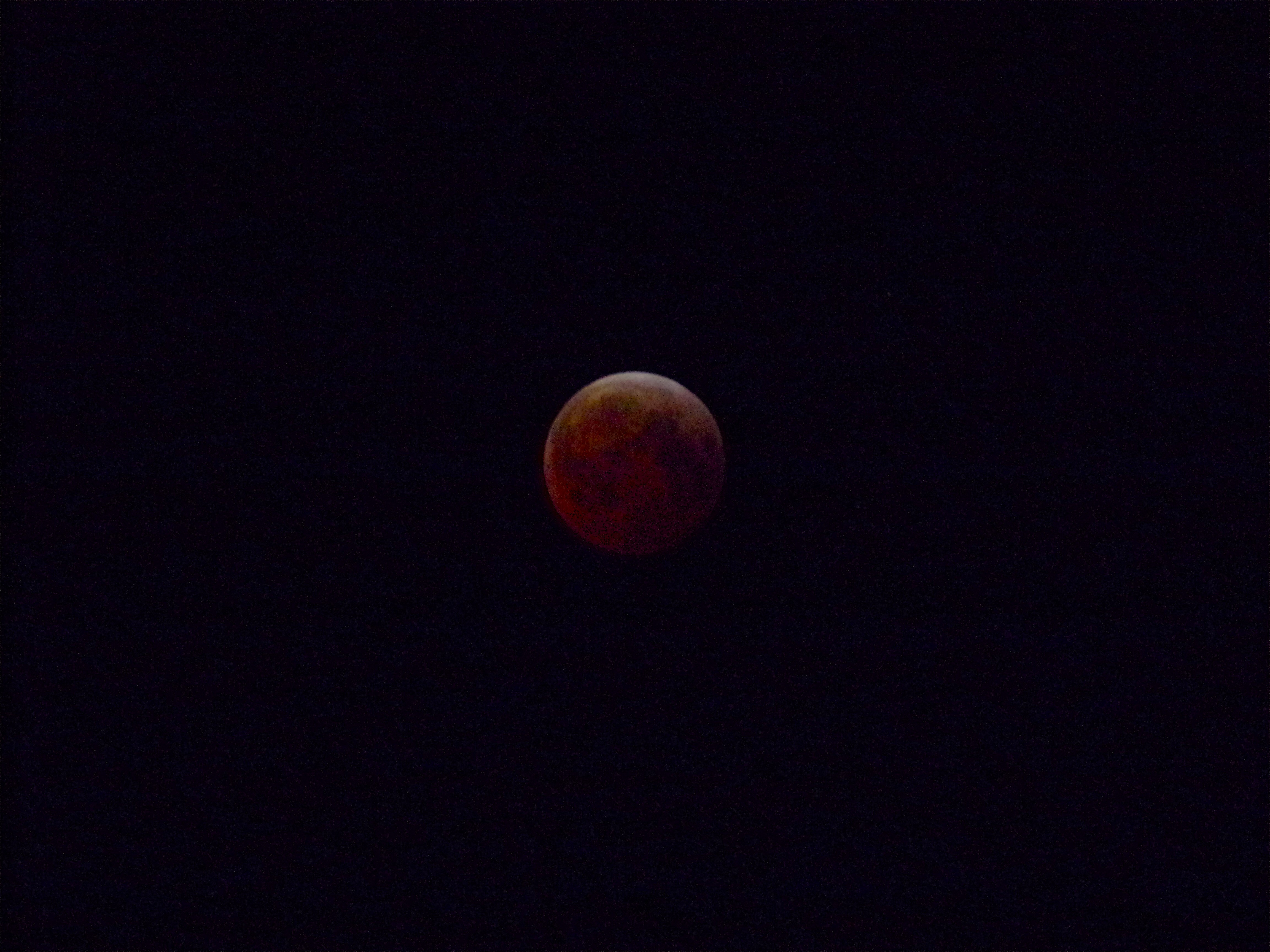
Вид з округу Ньюберрі, Південна Кароліна, США
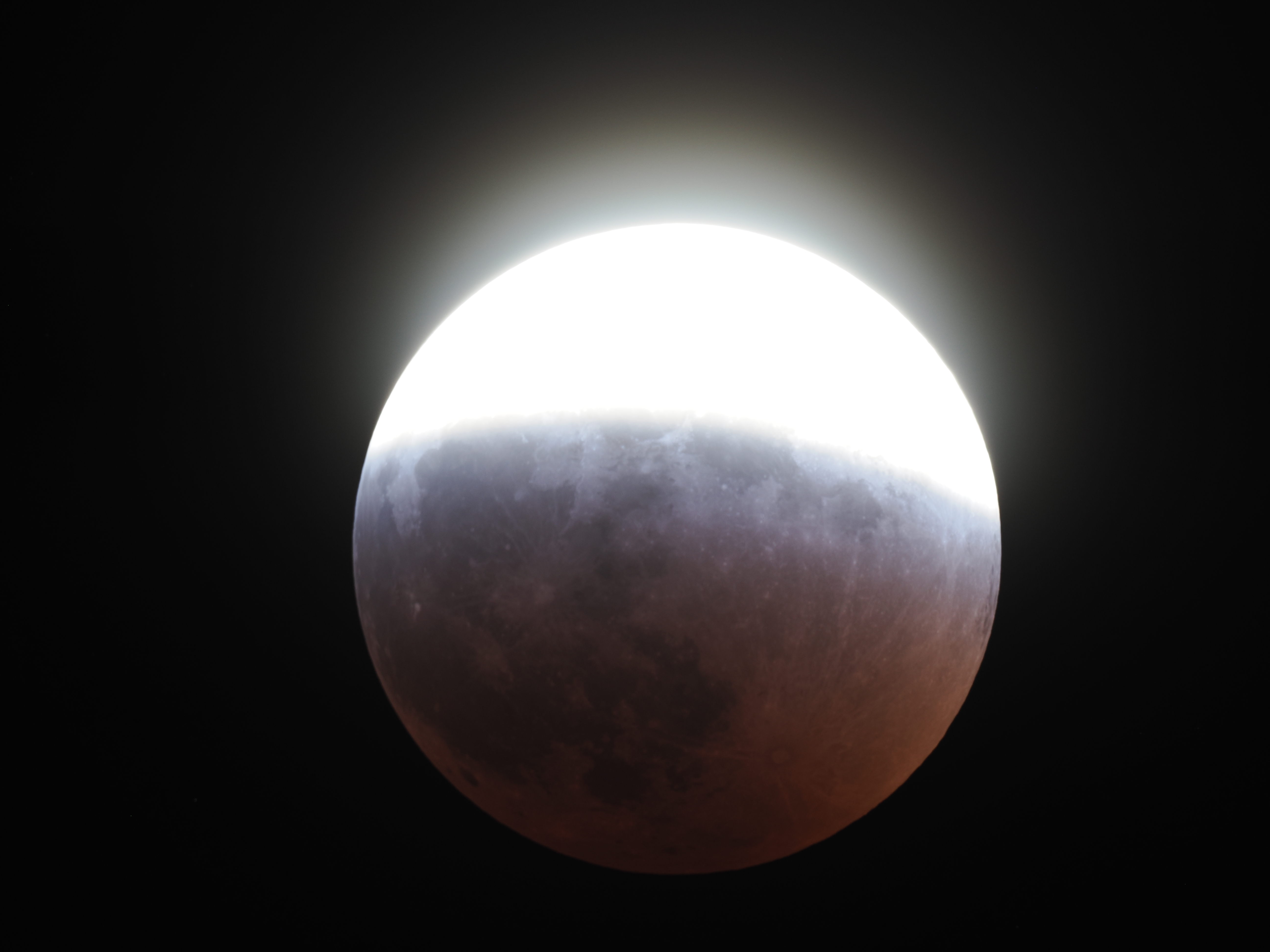
Пересвічене фото частково затемненого Місяця
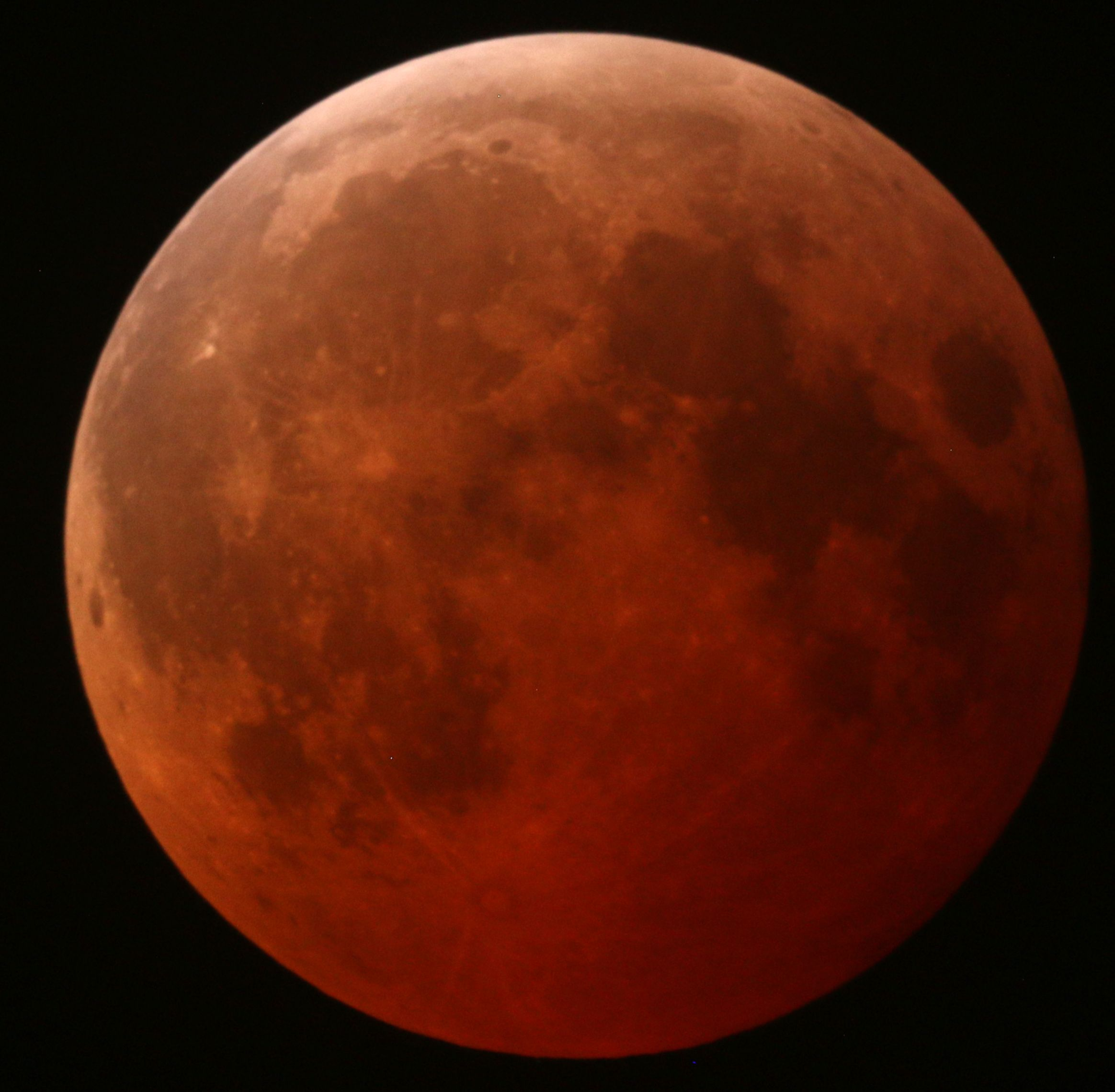
Середина затемнення, Міннеаполіс, 7:18 UTC
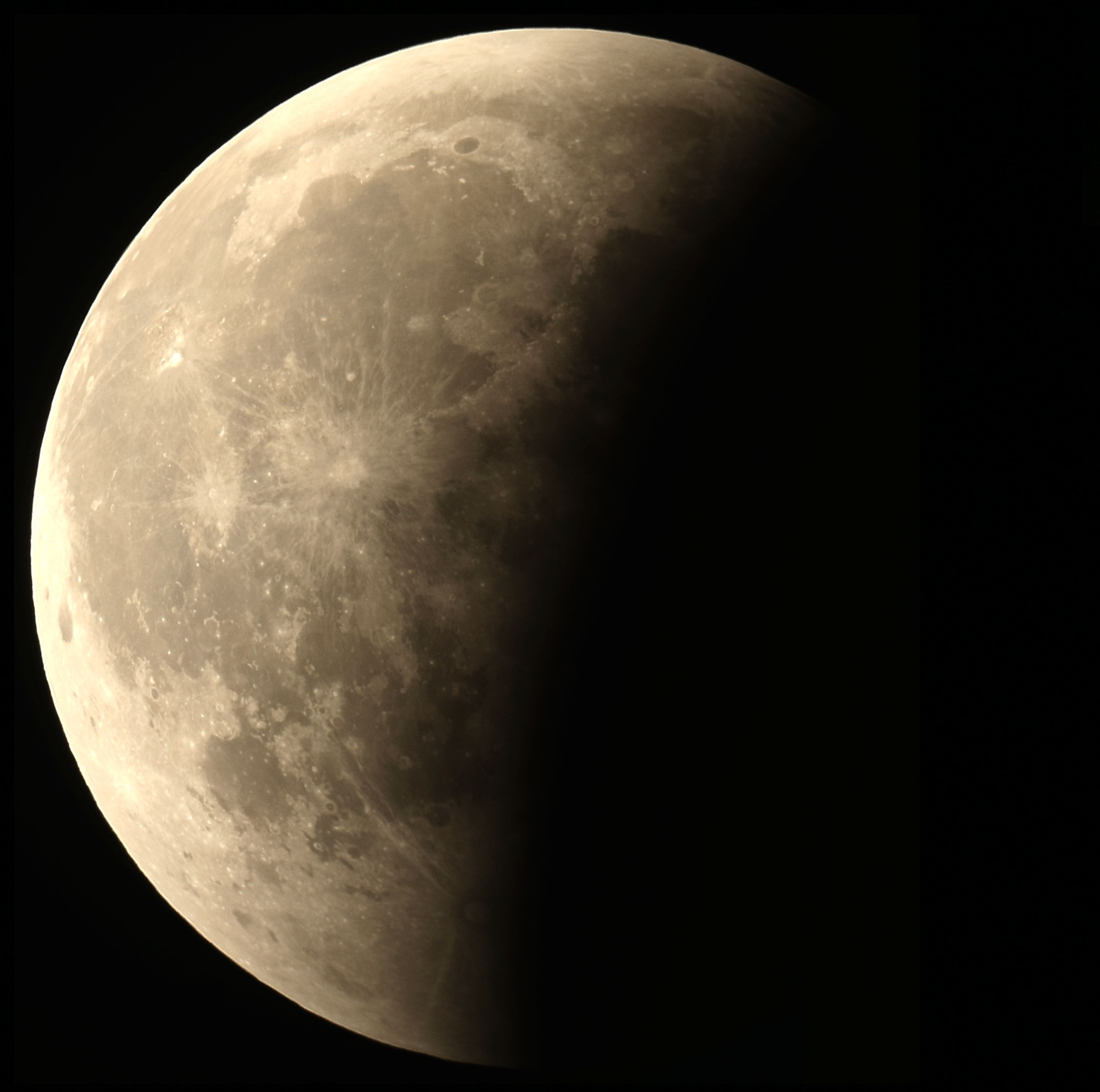
Часткове місячне затемнення після повного затемнення, Міннеаполіс, 8:13 UTC